# Thomas Downey

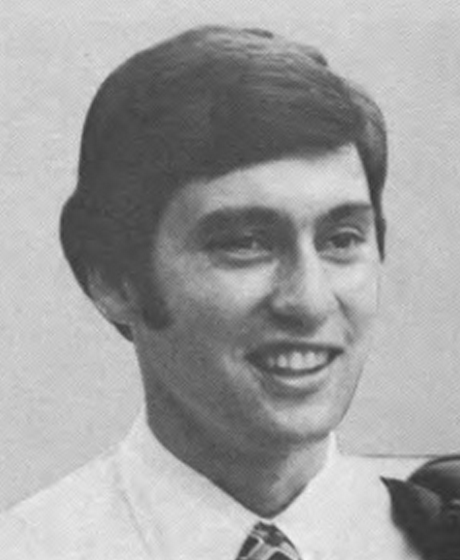
Thomas Downey

Thomas Joseph Downey (* 28. Januar 1949 in Ozone Park, Queens, New York) ist ein US-amerikanischer Politiker. Zwischen 1975 und 1993 vertrat er den Bundesstaat New York im US-Repräsentantenhaus.

## Werdegang
Thomas Joseph Downey wurde ungefähr vier Jahre nach dem Ende des Zweiten Weltkrieges in Ozone Park, einem Viertel im New Yorker Stadtbezirk Queens, geboren. Er graduierte 1966 an der West Islip High School. Danach ging er auf die Cornell University, die er 1970 mit einem Bachelor of Science wieder verließ. Zwischen 1972 und 1974 besuchte er die St. John’s University School of Law in Brooklyn. 1980 machte er seinen Juris Doctor an der American University. Downey saß zwischen 1972 und 1974 als Abgeordneter (legislator) in Suffolk County. Er nahm 1972 als Delegierter an der Democratic National Convention in Miami Beach teil.
Politisch gehörte er der Demokratischen Partei an. Bei den Kongresswahlen des Jahres 1974 wurde er im zweiten Wahlbezirk von New York in das US-Repräsentantenhaus in Washington, D.C. gewählt, wo er am 4. Januar 1975 die Nachfolge von James R. Grover junior antrat. Er wurde acht Mal in Folge wiedergewählt. Bei seiner zehnten Kandidatur erlitt er eine Niederlage und schied nach dem 3. Januar 1993 aus dem Kongress aus. Während seiner Zeit als Kongressabgeordneter war er Mitglied in verschiedenen Ausschüssen: Armed Services Committee, House Budget Committee und Ways and Means Committee. Im letzten Ausschuss war er 14 Jahre lang tätig. Als Mitglied des Armed Services Committee nahm er als Berater an den Verhandlungsgesprächen zu den SALT- und START-Verträgen teil.
Im Januar 1993 gründete er mit dem Kongressabgeordneten Raymond J. McGrath die Downey McGrath Group, Inc., ein Consulting-Unternehmen in Regierungsangelegenheiten. In diesem Zusammenhang vertrat er Dubai Ports World im Kongress, wo er diesen dazu brachte, ein kontroverses Hafengeschäft zu genehmigen. Er argumentierte sein Vorgehen mit folgenden Aussagen: "they would have made this country more secure", weil "DP World is one of the few companies that could have worked with us to truly improve security, both at home and abroad". Downey sitzt im Beirat (advisory board) des Council for a Livable World, einer überparteilichen Interessenvertretung, welche sich für Verringerung der Gefahr durch Atomwaffen einsetzt.
Seit dem 21. Juni 2007 ist er mit Carol M. Browner, der früheren Leiterin der Environmental Protection Agency, verheiratet. Das Paar lebt in West Islip.